# Такэбэ Катахиро
Такэбэ Катахиро, также Такэбэ Кэнко (яп. 建部 賢弘, 1664[…], Эдо, Сёгунат Токугава — 24 августа 1739, Эдо, Сёгунат Токугава) — японский математик периода Эдо, принадлежавший к национальному японскому направлению математической науки — васан.
Такэбэ Катахиро был учеником Сэки Такакадзу и внёс существенный вклад в развитие «энри» (яп. 円理 «принцип цикличности») — неполного аналога созданного в Европе математического анализа. В 1772 году он нашёл разложение функции {\displaystyle (\arcsin x)^{2}} в степенной ряд, пятнадцатью годами ранее, чем его европейский коллега Леонард Эйлер. Такэбэ открыл метод экстраполяции Ричардсона, на 200 лет раньше самого Ричардсона. Он также вычислил 41 десятичный знак числа пи, основываясь на аппроксимации многоугольниками и экстраполяции Ричардсона.
Математическое общество Японии учредило премию для молодых математиков, названную в его честь.